# Джулія Кох
Джулія Маргарет Флешер Кох (англ. Julia Margaret Flesher Koch; нар. 12 квітня 1962) — американська світська левиця, мільярдер, філантроп і одна з найбагатших жінок світу. Вона успадкувала свій статок від свого чоловіка Девіда Коха, який помер у 2019 році. Станом на січень 2020 року Forbes оцінює її та її родину в 43 мільярди доларів, а Bloomberg — у 61,6 мільярда доларів.

## Життя
Джулія Маргарет Флешер народилася 12 квітня 1962 року. Її родина була фермерською, але коли вона народилася, її батьки, Маргарет і Фредерік Флешер, володіли меблевим магазином під назвою Flesher's. Вона провела своє раннє дитинство в Індіанолі, штат Айова, потім, коли їй було вісім років, її сім'я переїхала до Арканзасу, де її батьки відкрили магазин одягу під назвою Peggy Frederic's, який вона вважала «гарним, красивим магазином». До 1998 року її мати все ще жила в Конвеї, але батько повернувся до Індіаноли.
Після закінчення Університету Центрального Арканзасу та роботи моделлю в 1984 році Флешер переїхала до Нью-Йорка, де працювала асистентом модельєра Адольфо та займалася примірками для Ненсі Рейган.
Вона познайомилася з Девідом Кохом на побаченні наосліп у січні 1991 року, але це побачення не справило на неї хорошого враження. Пізніше вона описала свою реакцію: «Я рада, що зустріла цього чоловіка, тому що тепер я знаю, що ніколи не хочу з ним гуляти». Однак вони знову зустрілися на вечірці пізніше того ж року і почали зустрічатися. Вона припинила роботу в 1993 році, і вони одружилися в травні 1996 року в будинку Девіда Коха на Медоу Лейн в Саутгемптоні.
У грудні 1997 року вона здійснила те, що New York Times назвала її «дебютом у нью-йоркському суспільстві» на Met Gala. Того року вона була співголовою гала-концерту разом з Анною Вінтур і Патріком Маккарті. Маккарті сказав, що вона «одна з тих людей, які бувають у Нью-Йорку кожні кілька років… вона красива, вона любить моду, вона вміє розважати, вона одружена з надзвичайно багатою людиною».

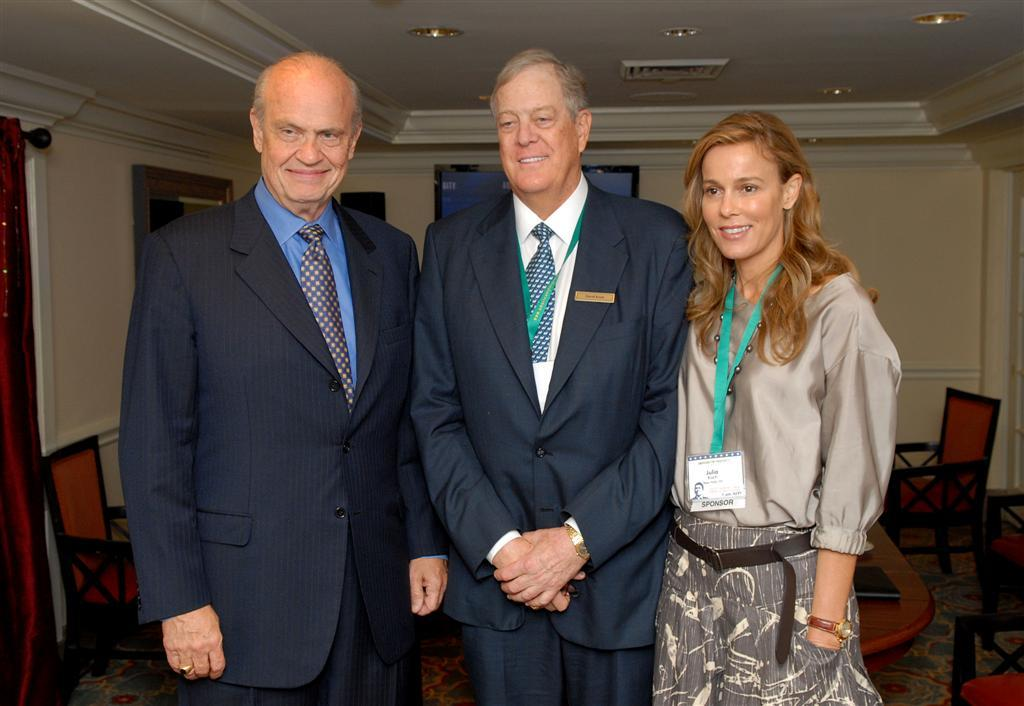
Фред Томпсон (ліворуч), Девід Кох (у центрі) та Джулія Кох у 2007 році

Джулія та Девід Кох роками жили в квартирі за адресою 1040 Fifth Avenue, але в 2004 році вони переїхали до 18-кімнатного дуплексу за адресою 740 Park Avenue. Як повідомляє 740 Park: The Story of the World's Richest Apartment Building, Девід Кох купив квартиру приблизно за 17 мільйонів доларів в уряду Японії, який раніше використовував її для розміщення свого постійного представника в ООН. У 2018 році пара також купила таунхаус із вісьмома спальнями на Манхеттені в інвестора Джозефа Четріта за 40,25 мільйона доларів.
Девід Кох помер у серпні 2019 року, а Джулія Кох і троє їхніх дітей (Девід молодший, Мері Джулія та Джон Марк) успадкували 42 % Koch Industries. У результаті Bloomberg включила її до списку найбагатших жінок світу і увійшла до списку 10 найбагатших жінок світу Forbes у 2020 році
У 2022 році Кох виставила на ринок квартиру на Парк-авеню, 740; прес-секретар сказав, що вона хотіла продати його, тому що проводила більше часу в будинках у Саутгемптоні та Палм-Біч.
Кох входить до ради директорів Koch Industries. Вона схильна не шукати публічної уваги.

## Філантропія
Кох є президентом Фонду Девіда Х. Коха. Раніше вона входила до ради директорів Школи американського балету.
За життя її чоловіка вони робили пожертви таким установам, як Лінкольн-центр, Метрополітен-музей і Смітсонівський музей природної історії.